# Щёткин, Алексей Александрович
Алексе́й Александрович Щёткин (род. 21 мая 1991, Талды-Курган) — казахстанский футболист, нападающий.

## Карьера

### Клубная
В премьер-лиге Казахстана дебютировал в 2010 году в матче «Жетысу» — «Ордабасы». Первый свой гол забил в том же году в Уральске, в игре с «Акжайыком». Выступая за «Жетысу», участвовал в 84 матчах, реализовав 15 голов. В Лиге Европы УЕФА дебютировал в 2012 году в матче «Жетысу» — «Лех» (0:2). Годом раньше впервые выступил в матче ЧЕ среди молодёжных сборных (Казахстан — Румыния, 0:0). В качестве футболиста «Атырау» принял участие в 19 матчах, став автором 4 голов. За команду «Тараз» провёл 24 игры, забив 7 мячей.
В чемпионате Казахстана 2015 выступал за «Астану» в 20 матчах, в том числе в 6 из них в основном составе, в 14 — в качестве замены. Забил 3 гола. В чемпионате Казахстана 2016 провёл 15 матчей за «Астану», не забив ни одного гола. В рамках сезона 2015/16 Лиги чемпионов представлял свой клуб в 2 матчах: «Астана» — «ХИК» (0:0), «Астана» — «АПОЭЛ» (1:1).
3 июля за два дня до закрытия трансферного окна футболист подписал контракт с клубом «Актобе», по которому его оклад стал самым высоким в клубе — 9 млн тенге в месяц или 320 000 $ в год. В тот же день Щёткин впервые выступил за новую команду в игре против «Акжайыка» и провёл за неё до конца сезона 8 матчей, забив 6 голов. Но клуб так и остался на 6 месте в чемпионате.
14 января 2017 года подписал арендное соглашение с костанайским «Тоболом» сроком на 1 сезон. В дебютном матче против «Атырау» оформил хет-трик. В отсутствие капитана и вице-капитана Нурбола Жумаскалиева и Альмира Мухутдинова выводил команду с капитанской повязкой. По итогам сезона Щёткин стал лучшим бомбардиром клуба, забив 10 мячей в чемпионате.

### В сборной
В рамках отборочного турнира Евро-2016 представлял свою страну в 2 матчах с Исландией (общий счёт по итогам 2 игр Казахстан — Исландия: 0:3). Кроме того (по состоянию на сентябрь 2015) принял участие в трёх товарищеских встречах своей сборной, в одной из них (Казахстан — Молдова) отметившись единственным голом с казахстанской стороны (итоговый счёт встречи — 1:1).

## Достижения
«Жетысу»
- Серебряный призёр чемпионата Казахстана: 2011

«Ордабасы»
- Бронзовый призёр чемпионата Казахстана: 2019

«Астана»
- Чемпион Казахстана (2): 2015, 2018
- Обладатель Суперкубка Казахстана (2): 2015, 2020